# Kieran Nugent
Kieran „Header“ Nugent (irisch Ciarán Núinseann, * 1958; † 4. Mai 2000 in Belfast, Nordirland) war ein Freiwilliger der Provisional Irish Republican Army (IRA), der, als er zu drei Jahren Haft verurteilt worden war, am 14. September 1976 gezwungen werden sollte, eine Gefängnisuniform zu tragen. Der damals 19-Jährige verweigerte sich der Anordnung der Gefängniswärter als erstes IRA-Mitglied und entgegnete ihnen: „They'll have to nail it to my back“ („Ihr müsst sie schon an meinen Rücken nageln“). Als dieser zunächst spontanen Weigerung zahlreiche weitere inhaftierte Republikaner nachkamen, führte dies in den politischen Blanket Protest.

## Hintergrund der Weigerung
Da ihm seine Zivilkleidung verweigert wurde, wickelte sich Kieran Nugent nackt in die im Gefängnis vorhandenen Decken (englisch: blanket). Dadurch wurde er im Gefängnis und darüber hinaus als der „First Blanketman“ („Erster Deckenmann“) bekannt.
Die Regelung, dass IRA-Gefangene Zivilkleidung tragen durften, hatten im Jahr 1972 40 IRA-Internierte durch einen Hungerstreik erkämpft, den der IRA-Veteran Billy McKee führte. 1976 verkündete der damalige Staatssekretär für Nordirland Merlyn Rees den stufenweisen Abbau des Special Category Status der politischen Gefangenen. Dieser Abbau von Privilegien sah unter anderem vor, dass Insassen, die für terroristische Aktivitäten verurteilt worden waren, zukünftig wie gewöhnliche Kriminelle Gefängnisuniformen zu tragen und auch an Arbeitsdiensten innerhalb des Gefängnis teilzunehmen hätten. Ein weiterer Grund der Maßnahme der britischen Regierung war auch, dass im Jahr 1976 die Gefängnisse und insbesondere die sogenannten H-Blocks überfüllt waren. Auf den drohenden Verlust dieser Privilegien reagierten zahlreiche Insassen, indem sie sich weigerten, die vorgeschriebenen Gefängnisuniformen zu tragen, und sich stattdessen in die Decken ihrer Betten hüllten oder sich nackt auf den Boden ihrer Zellen legten. Weihnachten 1976 war die Anzahl der Protestierenden auf über 40 Gefangene angestiegen.
Der als Blanket Protest bekannt gewordene Streik war ein Teil des fünf Jahre anhaltenden Protests während des Nordirlandkonflikts, den Gefangene der Provisional Irish Republican Army (IRA) und der Irish National Liberation Army (INLA) ausübten, die im Gefängnis Long Kesh und im Frauengefängnis Armagh interniert wurden. Dieser Protest, der von Nugent eingeleitet worden war, war die Auseinandersetzung um den Sonderstatus der IRA-Gefangenen. Später wurden fünf Forderungen aufgestellt, die so genannten „Five Demands“. Diese waren:
- das Recht keine Gefängnisuniformen zu tragen,
- das Recht Gefängnisarbeit zu verweigern,
- das Recht freie Verbindungen mit anderen Gefangenen aufzunehmen und Bildungs- und Freizeitveranstaltungen zu organisieren,
- das Recht auf einen Besuch, einen Brief und ein Paket je Woche,
- voller Straferlass der am Streik Beteiligten.

Der Blanket Protest ging, nachdem er zu keinem Erfolg führte, in den Dirty Protest über, in dessen Verlauf sich 30 Frauen im Armagh-Frauengefängnis und mehr als 300 Männer im Gefängnis Long Kesh beteiligten. Als auch dies nicht erfolgreich war, fand ein Hungerstreik im Jahr 1980 statt, dem 1981 ein weiterer Hungerstreik folgte, bei dem zehn Gefangene ums Leben kamen. Erst nach diesem Streik wurde die Forderung nach eigener Bekleidung erfüllt.

## Politisches Leben
Am 20. März 1973 stand Kieran Nugent als 15-Jähriger mit einem Freund an der Straßenecke von Merrion Street und Grosvenor Road in Dublin, als ein Fahrzeug neben ihnen anhielt. Einer der Insassen fragte nach einer Fahrtrichtung, der andere eröffnete mit einer Maschinenpistole das Feuer auf sie. Nugent wurde durch acht Schüsse in die Brust, in den Rücken und in die Arme von Loyalisten schwer verwundet. Sein 15-jähriger Freund, Bernard McErlean, der neben ihm stand, wurde getötet.
In einem der folgenden Jahre trat Nugent in die IRA ein. Festgesetzt wurde er von der British Army im Alter von 16 Jahren und war fünf Monate im Crumlin Road Prison inhaftiert. In diesem Gefängnis, in dem er bis zum 9. Februar 1975 blieb, entwickelte er sich zu einem aktiven Freiwilligen der IRA. Anschließend wurde er für neun Monate ins Gefängnis Maze Prison bis zum 12. November 1975 verlegt. Am 12. Mai 1976 wurde er erneut verhaftet, zu drei Jahren Gefängnis wegen Entführung eines Fahrzeugs abgeurteilt und ins Maze Prison in die H-Blocks gebracht, wo er sich weigerte, die Gefängnisuniform zu tragen.
Der Blanket Streik blieb letztendlich erfolglos, und die Gefangenen verschärften ihren Protest im Dirty Protest und in den zwei Hungerstreiks von 1980/1981, die im Jahr 1981 zum Tod von zehn Hungerstreikenden führte. Erst der Hungerstreik von 1981 führte dazu, dass der Sonderstatus wieder eingeführt wurde und eine Zusicherung erfolgte, die das Tragen von Zivilkleidung unwiderruflich gestattete.
Kieran Nugent starb am 4. Mai 2000 nach einem Herzanfall. Er hinterließ zwei Kinder.